# Toquián y las Nubes
Toquián y las Nubes är en ort i Mexiko.   Den ligger i kommunen Cacahoatán och delstaten Chiapas, i den sydöstra delen av landet, 900 km sydost om huvudstaden Mexico City. Toquián y las Nubes ligger 1 441 meter över havet och antalet invånare är 443.
Terrängen runt Toquián y las Nubes är bergig norrut, men söderut är den kuperad. Runt Toquián y las Nubes är det ganska tätbefolkat, med 155 invånare per kvadratkilometer. Närmaste större samhälle är Cacahoatán, 10,9 km söder om Toquián y las Nubes. I omgivningarna runt Toquián y las Nubes växer i huvudsak städsegrön lövskog.